# Estação Ecológica de Paulo de Faria
A Estação Ecológica de Paulo de Faria é uma unidade de conservação de proteção integral localizada no município de Paulo de Faria, no estado de São Paulo, Brasil. Criada pelo Decreto nº 17.724, em 23 de setembro de 1981, foi a primeira Estação Ecológica instituída no estado de São Paulo, abrangendo uma área de aproximadamente 436,76 hectares.
A unidade foi implantada em áreas desapropriadas da Companhia Energética de São Paulo (CESP), visando preservar os remanescentes de fauna e flora nativa afetados pela formação do reservatório da Usina Hidrelétrica de Água Vermelha. Seu principal objetivo é a conservação da natureza e o desenvolvimento de pesquisas científicas.
A vegetação predominante é a floresta estacional semidecidual, apresentando espécies como aroeira, ipê-branco, cedro, copaíba, jequitibá, jatobá e peroba-rosa. A fauna inclui espécies características do Cerrado e da Mata Atlântica, como lobo-guará, macaco-prego, bugio-preto, sagui-do-tufo-preto, tamanduá-bandeira, além de cotia, paca e capivara.
A estação está situada às margens do Rio Grande (Represa de Água Vermelha) e protege um dos poucos remanescentes desse tipo de vegetação na bacia dos rios Turvo e Grande, numa área com relevo de colinas e altitudes variando entre 400 e 495 metros. A visitação pública com fins de lazer e recreação não é permitida, sendo restrita a atividades de pesquisa e educação ambiental. A Estação conta com infraestrutura para pesquisadores, incluindo hospedagem, e trilhas para visitação com fins educativos.

## História
A área que hoje corresponde à Estação Ecológica de Paulo de Faria foi originalmente adquirida pela Companhia Energética de São Paulo (CESP) em 1978 para servir como local de translocação de animais afetados pela construção do Reservatório de Água Vermelha, no Rio Grande. Inicialmente chamada de "Canteiro Ecológico", a área foi desapropriada e posteriormente transferida ao Instituto Florestal como compensação ambiental pela inundação causada por outro reservatório.
Durante os primeiros anos, a Estação enfrentou diversas dificuldades, como a tentativa da Prefeitura de Paulo de Faria de desmatar parte da área para assentamento de famílias, ação revertida graças à intervenção do Instituto Florestal e de entidades locais. A implantação da infraestrutura básica iniciou-se em meados da década de 1980, com a contratação dos primeiros funcionários, construção de cercas para proteção da área e instalação de uma base de apoio.
Até o final da década de 1980, o entorno da Estação era predominantemente formado por pastagens, o que causava degradação no sub-bosque devido ao pastoreio. Após o cercamento, houve uma recuperação gradual da vegetação. A gestão da unidade foi marcada por limitações orçamentárias e precariedade da infraestrutura, dificultando a vigilância e permitindo invasões, caça e pesca ilegais.
Na década de 1990, um convênio com a CESP possibilitou algumas melhorias, incluindo a aquisição de equipamentos, embora problemas estruturais tenham persistido. Um programa de educação ambiental, apoiado pela WWF, promoveu atividades em escolas e na comunidade local.
Já nos anos 2000, a redução de recursos comprometeu a manutenção e fiscalização da Estação, agravando sua vulnerabilidade a atividades ilegais.
Em 2004, um Termo de Compromisso de Compensação Ambiental foi firmado entre o Instituto Florestal e uma empresa local, garantindo recursos para obras, serviços e aquisição de bens, visando a melhoria da infraestrutura e a efetiva conservação da unidade.

#### Histórico de Incêndios
Na década de 1980, a Estação Ecológica de Paulo de Faria sofreu um incêndio que se iniciou em uma pastagem vizinha e atingiu aproximadamente 3 hectares da unidade. O fogo foi prontamente controlado pela equipe local, evitando danos maiores à vegetação preservada.
No entanto, em 1998, a Estação enfrentou um episódio mais grave quando a casa de funcionário foi totalmente destruída por um incêndio acidental. O fogo teve origem durante uma tentativa de remoção de ninhos de abelhas utilizando fogo e fumaça, procedimento que acabou provocando a queima da estrutura e causando danos relevantes à vegetação ao redor.

## Geografia

### Hidrografia
A Estação Ecológica de Paulo de Faria está inserida na Bacia Hidrográfica do Turvo/Grande, uma das importantes bacias do estado de São Paulo e do Brasil. A área da Estação faz fronteira com o Rio Grande, um dos rios mais significativos da região, e que é parte da bacia do Rio Paraná. A criação da Estação Ecológica, inclusive, teve relação direta com a formação do reservatório da Usina Hidrelétrica de Água Vermelha no Rio Grande, que impactou a fauna e flora locais e motivou a desapropriação de terras para a criação da unidade de conservação
A fronteira norte da Estação Ecológica é delimitada pelo Rio Grande, um dos maiores e mais importantes rios brasileiros, que compõe a bacia do Rio Paraná. A própria criação da EEPF, em 1981, está intrinsecamente ligada à construção da Usina Hidrelétrica de Água Vermelha no Rio Grande. A formação do grande reservatório da usina causou a inundação de extensas áreas de vegetação natural e o deslocamento de fauna, o que levou à desapropriação de terras pela Companhia Energética de São Paulo (CESP) para criar a Estação Ecológica como um refúgio e área de compensação ambiental. Assim, o reservatório do Rio Grande e o próprio rio exercem uma influência direta no microclima e nos ecossistemas da Estação.
Além do Rio Grande, a área interna da Estação Ecológica e seu entorno são cortados por diversos córregos e nascentes que desempenham um papel vital na manutenção da umidade do solo e na formação de ambientes úmidos essenciais para muitas espécies. Dentre esses, destaca-se o Córrego dos Patos, que é um afluente direto do Rio Grande e contribui significativamente para o regime hídrico da unidade de conservação. Esses pequenos cursos d'água são importantes corredores ecológicos e fontes de água para a fauna local, especialmente durante os períodos de seca.
O relevo da região, predominantemente suavemente ondulado, e a presença de Latossolos Roxos (solos profundos e bem drenados) favorecem a infiltração da água e a formação de aquíferos superficiais que alimentam esses córregos e nascentes. A vegetação densa da Estação Ecológica atua como uma esponja natural, regulando o fluxo da água, reduzindo a erosão do solo e garantindo a qualidade da água que flui para o Rio Grande. A conservação da hidrografia dentro da EEPF é, portanto, fundamental não apenas para a biodiversidade local, mas também para a saúde da bacia do Rio Grande todo.

### Fauna e Flora
A EEPF é notável por abrigar remanescentes de dois biomas cruciais: Floresta Estacional Semidecidual e Cerrado. Essa dualidade ecológica, dentro de uma área relativamente pequena, confere à estação um papel de corredor ecológico vital ou de um fragmento de habitat de transição, especialmente valioso para espécies que transitam entre esses ecossistemas ou que dependem de ambos para diferentes fases de seu ciclo de vida. A presença de elementos de ambos os biomas em um estado que sofreu desmatamento intenso (89,5% de suas formações florestais destruídas ao longo do tempo ) sublinha a relevância da EEPF como um santuário de biodiversidade.   
O levantamento florístico da EEPF revelou uma riqueza notável, com 201 espécies de plantas vasculares identificadas, distribuídas em 149 gêneros e 60 famílias. A predominância de Leguminosae, Bignoniaceae, Euphorbiaceae e Apocynaceae  e a alta proporção de lianas indicam características específicas da floresta semidecídua local. A descoberta de Peperomia hydrocotyloides, uma espécie considerada extinta no estado de São Paulo, reforça o papel da estação como um refúgio para espécies raras e ameaçadas. 
É importante notar que o estudo apontou uma baixa similaridade florística entre a floresta da EEPF e outras florestas semidecíduas no interior do estado de São Paulo. Essa singularidade na composição florística sugere que a EEPF pode abrigar genótipos únicos ou até mesmo espécies ainda não descritas, ou que suas condições ambientais específicas (como o solo Latossolo Roxo  e o regime hídrico do Rio Grande) moldaram uma comunidade vegetal particular. Essa distinção eleva a importância da EEPF não apenas como um remanescente, mas como um componente potencialmente insubstituível da biodiversidade regional, enfatizando a alta prioridade para sua proteção e para a realização de estudos taxonômicos e genéticos mais aprofundados. 
| Classe Taxonômica | Número de Espécies | Número de Gêneros | Número de Famílias |
| Magnoliopsida     | 187                | 137               | 50                 |
| Liliopsida        | 10                 | 9                 | 7                  |
| Pteridophyta      | 4                  | 3                 | 3                  |
| Total             | 201                | 149               | 60                 |

As famílias com maior número de espécies foram Leguminosae (14,42%), Bignoniaceae (6,00%), Euphorbiaceae (6,00%) e Apocynaceae (3,50%). A família Leguminosae se destacou como a mais abundante em todas as três estações de coleta em que a floresta foi dividida para o estudo.  
| Forma de Vida          | Número de Espécies | Percentual do Total (%) |
| Arbóreas               | 70                 | 34,82                   |
| Lianas                 | 63                 | 31,34                   |
| Arbustivas             | 32                 | 16                      |
| Herbáceas              | 25                 | 12,43                   |
| Arbustivas escandentes | 12                 | 6                       |
| Epífitas               | 1                  | 0,5                     |

A alta proporção de lianas (31,34%) na flora da EEPF é um aspecto notável. Lianas são frequentemente associadas a ambientes florestais com aberturas no dossel, como clareiras ou bordas de mata, onde a disponibilidade de luz é maior. Em uma floresta semidecídua, que naturalmente experimenta a queda parcial de folhas e, consequentemente, maior penetração de luz em certas épocas do ano, uma abundância de lianas pode ser uma característica natural. No entanto, considerando o histórico da área, que inclui desapropriação para a formação de um reservatório  e o intenso desmatamento que fragmentou a paisagem de São Paulo , a prevalência de lianas também pode indicar distúrbios passados ou efeitos de borda em curso. Essa característica estrutural da floresta merece investigação aprofundada para determinar se é um reflexo da dinâmica natural do ecossistema ou um indicativo de estresse ambiental. A compreensão dessa dinâmica é essencial para o desenvolvimento de estratégias de manejo que promovam a resiliência da floresta.   
A fauna da EEPF é igualmente diversa, incluindo mamíferos como o lobo-guará, macaco-prego, bugio-preto e tamanduá-bandeira , além de uma rica avifauna. Muitas dessas espécies possuem status de conservação preocupante, destacando a necessidade de proteção contínua. A gestão da estação, focada na conservação e pesquisa científica, com visitação pública restrita a fins educacionais, prioriza a integridade ecológica do ambiente. O Plano de Manejo orienta as ações para a preservação e o desenvolvimento de estudos que aprofundam o conhecimento sobre a biodiversidade local.   
A mastofauna da EEPF é representativa dos biomas que a compõem. Espécies como o lobo-guará (Chrysocyon brachyurus), macaco-prego (Sapajus spp.), bugio-preto (Alouatta caraya), sagui-do-tufo-preto (Callithrix penicillata) e tamanduá-bandeira (Myrmecophaga tridactyla) são destacadas como presentes na área. Além desses, outros mamíferos notáveis incluem cotia, paca, capivara, tatu-galinha, tatu-peba, tamanduá-mirim, gambá, veado, cateto, gato-mourisco e jaguatirica.   
A presença de grandes mamíferos como o lobo-guará e o tamanduá-bandeira é um forte indicador da qualidade do habitat e da importância da EEPF para a conservação de espécies de topo de cadeia e de grande porte, que geralmente exigem áreas maiores e bem preservadas. Muitas das espécies de mamíferos registradas na EEPF são consideradas ameaçadas de extinção, incluindo o bugio, macaco-prego, sagui, mico-estrela, cotia, paca, capivara e tatu. O status de ameaça dessas espécies sublinha a urgência das ações de conservação dentro da estação e a necessidade de monitoramento populacional contínuo.   
Em suma, a Estação Ecológica de Paulo de Faria é um baluarte da conservação, um laboratório natural para pesquisas e um testemunho da resiliência da natureza frente às intervenções humanas. Seus desafios de isolamento e as complexidades de uma fauna reassentada exigem monitoramento contínuo e estratégias de manejo adaptativas para garantir a perpetuidade de seu valioso patrimônio biológico.

## Economia
A economia do município de Paulo de Faria, onde a Estação Ecológica está localizada, é predominantemente sustentada pela agropecuária, com destaque para a produção de cana-de-açúcar. Enquanto o setor de serviços e o comércio crescem em importância, a indústria tem uma participação menor no PIB local, o que reflete uma economia mais focada na produção de matérias-primas. Apesar da vocação agrícola da região, o município tem buscado diversificar suas atividades econômicas por meio do turismo. Reconhecida como "Município de Interesse Turístico", Paulo de Faria investe em atrações naturais e culturais, como a Prainha Artificial, a Cachoeira do Talhadão e festas tradicionais. A Estação Ecológica de Paulo de Faria, no entanto, não é uma atração turística nesse contexto. Por ser uma unidade de proteção integral, ela não permite a visitação pública com fins de lazer. Sua importância econômica é indireta e ligada à pesquisa científica e à educação ambiental, atuando como um refúgio para a biodiversidade e um laboratório natural para estudos.